# خربزان بالا
خربزان بالا، روستایی در دهستان سید ابراهیم بخش زرین‌آباد شهرستان دهلران در استان ایلام ایران است.

## جمعیت
بر پایه سرشماری عمومی نفوس و مسکن در سال ۱۳۹۵، جمعیت این روستا برابر با ۱۱۵ نفر (۲۸ خانوار) بوده‌است.